# Ніко Пелеші
Ніко Пелеші (алб. Niko Peleshi; нар. 11 листопада 1970, Корча) — албанський політик, заступник Прем'єр-міністра Албанії з 2013 до 2017 року. Міністр оборони Албанії з 4 січня 2021 року. Член Народних зборів від Корчі з 25 червня 2017 року.

## Біографія
Із відзнакою закінчив факультет електронної інженерії Політехнічного університету Тирани й отримав кваліфікацію інженера електронної техніки. Працював у приватному бізнесі в місті Корча протягом тривалого періоду часу і був керівником Торгово-промислової палати Корчі у період між 2001 і 2004.
Політичну діяльність почав у жовтні 2004 року, ставши префектом області Корча. 2005 року його обрали головою регіонального відділення Соціалістичної партії. На місцевих виборах у лютому 2007 року він був обраний мером Корчі. Входить до Ради Соціалістичної партії з 2012 року.
2013 року став членом моніторингового комітету Конгресу місцевих і регіональних влад Ради Європи.
Одружений, має трьох дітей. Володіє англійською, німецькою та грецькою мовами.

## Нагороди
- Орден князя Ярослава Мудрого III ст. (Україна, 4 вересня 2023) — за вагомий особистий внесок у зміцнення міждержавного співробітництва, підтримку державного суверенітету та територіальної цілісності України, популяризацію Української держави у світі[3].